# Isabelle Guillot
Isabelle Guillot (Caen, 25 oktober 1961) is een Franse atlete, die gespecialiseerd is in de marathon en het berglopen.

## Loopbaan
Guillot begon in 1986 met atletiek, toen ze een jonge onderwijzeres was. Op 12 oktober 1997 werd ze Frans kampioene op de marathon in een tijd van 2:37.20.
Haar voornaamste prestaties leverde ze echter bij het berglopen, waarin zij niet alleen viermaal wereldkampioene werd, maar bovendien ook twaalf nationale titels veroverde.

## Titels
- Wereldkampioene berglopen - 1989, 1991, 1993, 1997
- Europees kampioene berglopen - 1996
- Frans kampioene marathon - 1997
- Frans kampioene berglopen - 1989 t/m 1997, 1999, 2005, 2006

## Palmares

### halve marathon
- 1993: 55e WK in Brussel - 1:15.37

### marathon
- 1992: 6e marathon van Parijs - 2:37.13
- 1993: 16e marathon van San Sebastian - 2:36.15
- 1993: 8e marathon van Parijs - 2:36.30
- 1994: 18e EK - 2:40.20
- 1997:  Franse kamp. - 2:37.20